# Geoffrey Kipsang Kamworor
Geoffrey Kipsang Kamworor (né le 22 novembre 1992 à  Eldoret) est un athlète kényan, spécialiste des courses de fond. 
Il est triple champion du monde de semi-marathon, en 2014, 2016 et 2018, et double champion du monde de cross-country en 2015 et 2017. Il remporte par ailleurs le Marathon de New York à deux reprises, en 2017 et 2019, ainsi qu'une médaille d'argent aux championnats du monde de Pékin en 2015 sur 10 000 m. Le 18 septembre 2019, il bat le record du monde du semi-marathon avec le temps de 58 min 1 s, record qui sera battu le 6 décembre 2020 par son compatriote Kibiwott Kandie en 57 min 32 s.

## Biographie
Il se révèle en 2011 lors des championnats du monde de cross de Punta Umbría en Espagne, en s'emparant des titres individuels et par équipes de l'épreuve junior. Cette même année, il remporte le semi-marathon de Lille dans le temps de 1 h 0 min 2 s, et contribue par ailleurs en tant que lièvre au record du monde du marathon de son compatriote Patrick Makau établi lors du marathon de Berlin. 
Vainqueur en 2012 du Cross Internacional de Itálica, puis de l'épreuve sur route du World 10K Bangalore, il se classe troisième du marathon de Berlin, derrière ses compatriotes Geoffrey Mutai et Dennis Kimetto, en portant son record personnel à 2 h 6 min 12 s.
En 2013, il s'impose lors du semi-marathon de Ras el Khaïmah en 58 min 54 s, signant un nouveau record personnel sur la distance, puis remporte en juillet 2013 le semi-marathon de Bogota. Il se classe quatrième du marathon de Rotterdam (2 h 9 min 12 s) et troisième du marathon de Berlin (2 h 6 min 26 s).
Il participe en mars 2014 aux championnats du monde de semi-marathon, à Copenhague au Danemark. Il y remporte le titre individuel en 59 min 8 s, devant l'Érythréen Samuel Tsegay et l'Éthiopien Guye Adola. Il se classe par ailleurs deuxième du classement par équipes, derrière l'Érythrée, en compagnie de ses compatriotes Wilson Kiprop, Kenneth Kipkemoi et Simon Cheprot. Il termine quatrième du marathon de Berlin 2014 en 2 h 6 min 39 s.
En mars 2015, il devient champion du monde de cross-country à Guiyang en Chine, devant Bedan Karoki et Muktar Edris, en bouclant les 12 km du parcours en 34 min 52 s. Lors des championnats du monde 2015, à Pékin, Geoffrey Kipsang Kamworor remporte la médaille d'argent du 10 000 m, devancé par le Britannique Mohamed Farah. Le 1er novembre 2015, il termine deuxième du marathon de New York, derrière son compatriote Stanley Biwott, dans le temps de 2 h 10 min 48 s.
En mars 2016, il conserve son titre lors des Championnats du monde de semi-marathon, à Cardiff, en s'imposant dans le temps de 59 min 10 s, et décroche par ailleurs le titre par équipes. Il participe au 10 000 mètres masculin aux Jeux olympiques d'été de 2016 à Rio de Janeiro et se classe onzième de la course.
Le 26 mars 2017, à Kampala, en Ouganda, il conserve son titre de champion du monde de cross. Aux championnats du monde d'athlétisme 2017, il termine sixième de l'épreuve du 10 000 m.
Le 5 novembre 2017, il remporte le Marathon de New York dans le temps de 2 h 10 min 53 s
Le 24 mars 2018, à Valence en Espagne, Geoffrey Kamworor remporte la course individuelle des championnats du monde de semi-marathon, signant son troisième succès consécutif après ses titres obtenus en 2014 et 2016. Il devance le Bahrénien Abraham Cheroben et l'Érythréen Aron Kifle dans le temps de 1 h 0 min 2 s.
Le 30 janvier 2019, il remporte à Nairobi, le grand cross de la Police nationale kényane en devançant Josphat Boit et Isaac Kwemoi. Le 11 mai, il remporte et établit un nouveau record du parcours lors du Grand Prix de Berne en 44 min 57 s. Le 15 septembre, il remporte le semi-marathon de Copenhague, au Danemark et réalise un nouveau record du monde du semi-marathon en 58 min 1 s,.
Le jeudi 25 juin 2020, il est percuté par une moto lors d'un footing d'entraînement. Victime d'une fracture du tibia et d'une lacération à la tête, il est opéré en urgence à l’hôpital d'Eldoret. Sa famille annonce le lendemain que l'opération s'est bien passée.

## Palmarès
| Date | Compétition                            | Lieu           | Résultat | Épreuve             | Temps           |
| ---- | -------------------------------------- | -------------- | -------- | ------------------- | --------------- |
| 2011 | Championnats du monde de cross         | Punta Umbría   | 1er      | Individuel junior   |                 |
| 2011 | Championnats du monde de cross         | Punta Umbría   | 1er      | Par équipes juniors |                 |
| 2012 | Marathon de Berlin                     | Berlin         | 3e       | Marathon            | 2 h 6 min 12 s  |
| 2013 | Marathon de Berlin                     | Berlin         | 3e       | Marathon            | 2 h 6 min 26 s  |
| 2014 | Championnats du monde de semi-marathon | Copenhague     | 1er      | Individuel          | 59 min 8 s      |
| 2014 | Championnats du monde de semi-marathon | Copenhague     | 2e       | Par équipes         |                 |
| 2015 | Championnats du monde de cross         | Guiyang        | 1er      | Individuel          |                 |
| 2015 | Championnats du monde de cross         | Guiyang        | 2e       | Par équipes         |                 |
| 2015 | Championnats du monde                  | Pékin          | 2e       | 10 000 m            | 27 min 01 s 76  |
| 2015 | Marathon de New York                   | New York       | 2e       | Marathon            | 2 h 10 min 48 s |
| 2016 | Championnats du monde de semi-marathon | Cardiff        | 1er      | Individuel          | 59 min 10 s     |
| 2016 | Championnats du monde de semi-marathon | Cardiff        | 1er      | Par équipes         |                 |
| 2016 | Jeux olympiques                        | Rio de Janeiro | 11e      | 10 000 m            | 27 min 31 s 94  |
| 2017 | Championnats du monde de cross         | Kampala        | 1er      | Individuel          |                 |
| 2017 | Championnats du monde de cross         | Kampala        | 2e       | Par équipes         |                 |
| 2017 | Championnats du monde                  | Londres        | 6e       | 10 000 m            | 26 min 57 s 77  |
| 2017 | Marathon de New York                   | New York       | 1er      | Marathon            | 2 h 10 min 53 s |
| 2018 | Championnats du monde de semi-marathon | Valence        | 1er      | Individuel          | 1 h 0 min 2 s   |
| 2018 | Championnats du monde de semi-marathon | Valence        | 2e       | Par équipes         |                 |
| 2018 | Marathon de New York                   | New York       | 3e       | Marathon            | 2 h 6 min 26 s  |
| 2019 | Grand Prix de Berne                    | Berne          | 1er      | 10 miles            | 44 min 57 s     |
| 2019 | Semi-marathon de Copenhague            | Copenhague     | 1er      | Semi-marathon       | 58 min 1 s (WR) |
| 2019 | Marathon de New York                   | New York       | 1er      | Marathon            | 2 h 8 min 13 s  |
| 2022 | Championnats du monde                  | Eugene         | 5e       | Marathon            | 2 h 7 min 14 s  |
| 2023 | Marathon de Londres                    | Londres        | 2e       | Marathon            | 2 h 4 min 23 s  |
| 2024 | Marathon de New York                   | New York       | 5e       | Marathon            | 2 h 8 min 50 s  |
| 2025 | Grand Prix de Berne                    | Berne          | 1er      | 10 miles            | 46 min 58 s     |

## Records
| Épreuve       | Performance    | Lieu       | Date              |
| ------------- | -------------- | ---------- | ----------------- |
| 5 000 m       | 12 min 59 s 98 | Eugene     | 28 mai 2016       |
| 10 000 m      | 26 min 52 s 65 | Eugene     | 29 mai 2015       |
| 10 km         | 27 min 44 s    | Bangalore  | 18 mai 2014       |
| Semi-marathon | 58 min 1 s     | Copenhague | 15 septembre 2019 |
| Marathon      | 2 h 4 min 23 s | Londres    | 23 avril 2023     |